# Zamczysko (Furkaska)

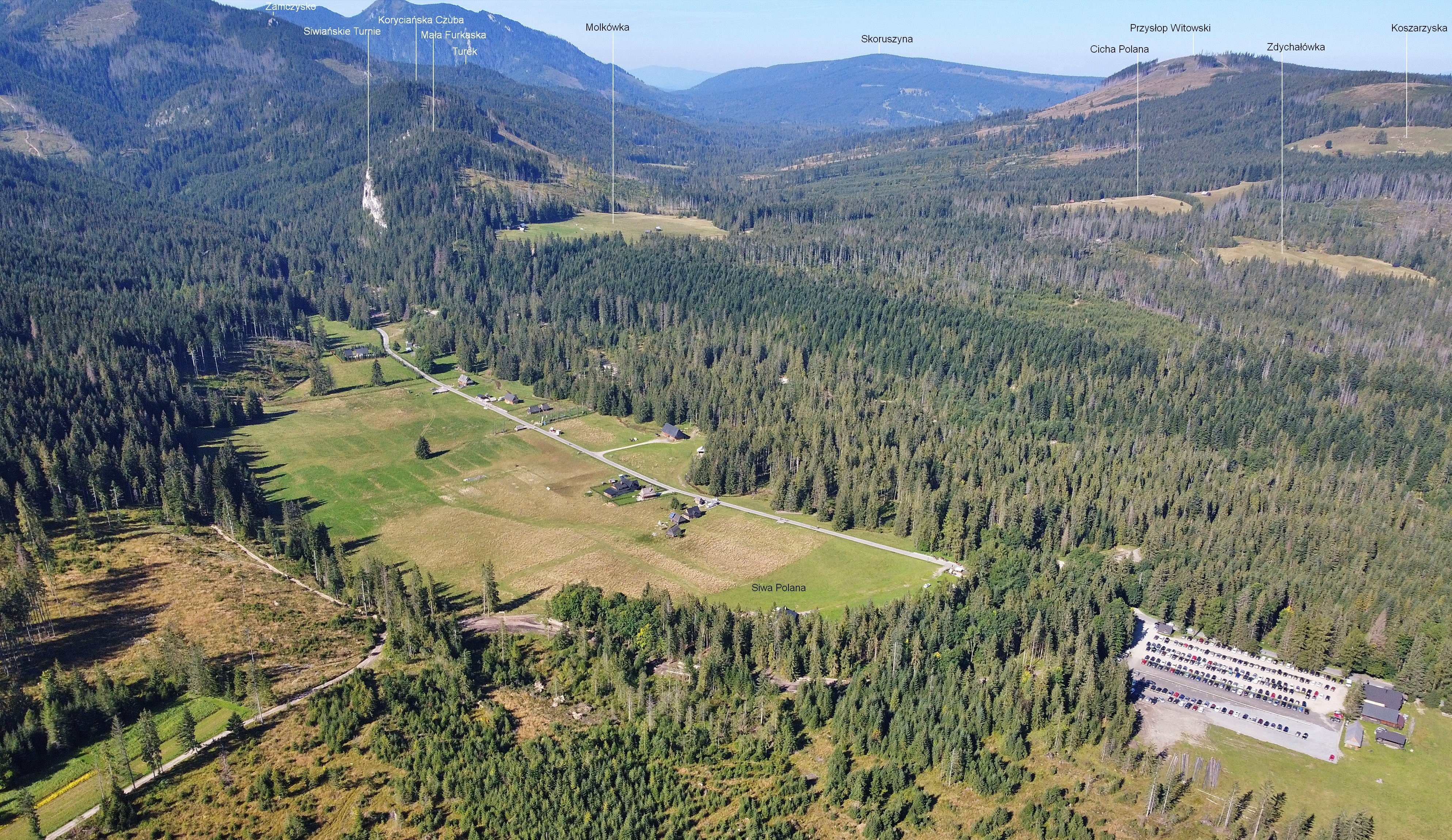
Zamczysko u góry po lewej stronie

Zamczysko (słow. Kendralov kostol, 1315 m) – turnia w północnej grani Wołowca w Tatrach Zachodnich. Granią tą biegnie granica polsko-słowacka i Wielki Europejski Dział Wodny. Zamczysko znajduje się w grani pomiędzy szczytami Furkaska i Koryciańska Czuba. Zbudowane jest ze skał wapiennych i wznosi się ponad koronami drzew.